# Inscrição Myazedi

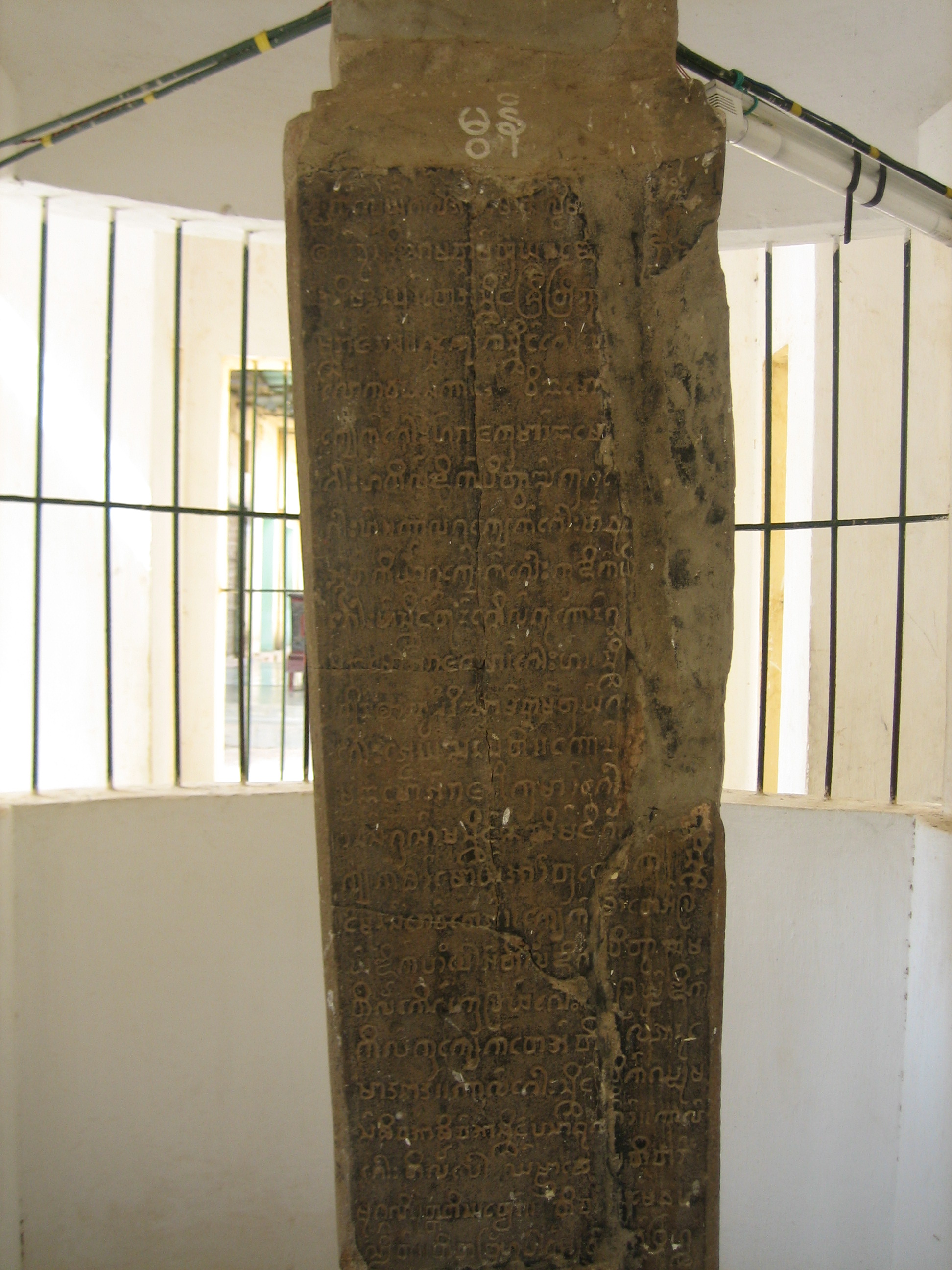
Pedra de Myazedi com inscrição na língua Mon

A Inscrição Myazedi; também denominada Yazakumar ou Gubyaukgyi, é o mais antigo testemunho epigráfico da Birmânia tendo sido inscrita no ano de 1113.
A pedra quadrangular, encontrada em 1886-1887 no pagode de Myazedi em Bagan, contem o mesmo texto em cada lado, em quatro idiomas diferentes: Pali,  Mon,  birmanes e Pyu. O texto conta a história de reconciliação no leito de morte do rei Kyanzittha com seu filho o príncipe Rajakuma, a quem ele tinha deserdado.
A importância primordial destas inscrições, é que graças a elas Charles Otto Blagden consegui decifrar em 1911 o idioma Pyu, linguagem que era praticamente desconhecido antes. A inscrição é, portanto, muitas vezes referida como Pedra de Roseta da Birmânia.